# 5142 Okutama
5142 Okutama è un asteroide della fascia principale. Scoperto nel 1990, presenta un'orbita caratterizzata da un semiasse maggiore pari a 2,5399133 UA e da un'eccentricità di 0,2745422, inclinata di 6,27272° rispetto all'eclittica.